# Mischa Epper-Quarles van Ufford
Mischa Epper-Quarles van Ufford (* 18. August 1901 in Bloemendaal; † 22. Oktober 1978 in Basel) war eine niederländisch-schweizerische Goldschmiedin, Plastikerin und Zeichnerin.

## Leben und Werk
Mischa Quarles van Ufford lernte 1917 Ignaz Epper in Basel kennen und heiratete diesen 1919. Das Künstlerehepaar bezog eine Wohnung an der Spiegelgasse in Zürich, die bald zum Treffpunkt von Malern, Schriftstellern, Architekten und Bildhauern wurde. So lernte sie u. a. auch Otto Charles Bänninger, Germaine Richier kennen. Regelmässig reiste das Paar, auch oft in Begleitung von Fritz Eduard Pauli und dessen Frau, in die Niederlande sowie nach Frankreich, Spanien, Nordafrika und Italien. 
Von 1917 bis 1925 arbeitete Mischa Epper-Quarles van Ufford als Goldschmiedin in Zürich. Zudem war sie Auszubildende im Bildhauer-Atelier Baltensperger. 1924 illustrierte sie das Buch Woly, Sommer im Süden von Hans Morgenthaler. 1930 lernte sie den Bildhauer Franz Fischer kennen und wurde seine Schülerin. 1932 zog das Ehepaar Epper-Quarles nach Ascona. Dort lernte sie den Bildhauer Remo Rossi und Emilio Stanzani kennen. Ab 1933 lebten Ignaz und Mischa Epper-Quarles im selbst erbauten Haus «Casa Epper» an der Via Albarelle in Ascona.
Mischa Epper-Quarles van Ufford war von 1933 bis 1934 Schülerin bei den Bildhauern Charles Despiau in Paris und Pierre Baud (1900–1977) in Genf. Sie schuf zahlreiche Büsten und stellte ihre Werke in Gruppenausstellungen aus. Carl Gustav Jung lernte sie schon in jungen Jahren kennen und hatte wie ihr Mann ab 1955 verstärkten Kontakt zu ihm. Sie porträtierte C. G. Jung und schuf von ihm eine Porträt-Büste. 1937 gründete das Ehepaar das Marionettentheater der Asconeser Künstler. 1974 wurde die in Ascona ansässige «Fondazione Ignaz e Mischa Epper» gegründet und 1980 das «Museo Epper» an der Via Albarelle 14 eröffnet.